# Colin Bailey
Colin Bailey (Swindon, 9 luglio 1934 – 20 settembre 2021) è stato un batterista britannico.

## Biografia
Batterista jazz, studiò anche pianoforte e teoria musicale. Dopo qualche esperienza con jazz band locali si trasferì sul finire degli anni cinquanta in Australia, e come batterista ufficiale della tv nazionale ebbe occasione di collaborare, tra gli altri, con Dizzy Gillespie e Sarah Vaughan.
L'incontro con Joe Morello, il batterista del Dave Brubeck Quartet, durante il tour australiano del quartetto statunitense, sarà per Bailey una "rivelazione divina". Fu infatti Morello ad introdurre Bailey alla tecnica dello "stick control" divulgata dal maestro George Lawrence Stone.
Nel 1961 Bailey, trasferitosi negli Stati Uniti, diede vita ad un sodalizio con il chitarrista Joe Pass che durerà per decenni. Sono questi gli anni delle collaborazioni d'oro sia dal vivo che in studio con gente del calibro di: Benny Goodman, Victor Feldman, Chet Baker, Jim Hall, Ray Brown, Tommy Flanagan, Barney Kessel, Herb Ellis, Coleman Hawkins, Gerry Mulligan.
Nel settembre del 1963 fu chiamato da Miles Davis a sostituire il giovanissimo Tony Williams durante un paio di serate in un club di Los Angeles. Bailey a distanza di anni commenterà con nostalgia e orgoglio quelle serate: "That was one of the thrills of my life".
Altra collaborazione illustre ma poco nota fu quella per il masterpiece di Sinatra e Jobim (Francis Albert Sinatra & Antonio Carlos Jobim) del 1967; qui Bailey suonò in quattro delle dieci tracce del disco (Baubles, Bangles, and Beads, Change Partners, I Concentrate on You, e Dindi).
È morto nel settembre 2021 per complicazioni da COVID-19.